# Делта (Колорадо)
Делта (англ. Delta) —  город в штате Колорадо, США. Обладает статусом самоуправляемой территории и является административным центром и самым густонаселенным населённым пунктом округа Делта. По данным переписи 2020 года, население города составляло 9035 человек. В Делте расположены штаб-квартиры национальных лесов Гранд-Меса, Ганнисон и Анкомпагре Лесной службы США.

## История
Делта была построена как торговый пост для народа юте и первых поселенцев. В 1828 году на его территории был построен форт Анкомпагре.
Город получил свое название из-за своего расположения в дельте реки Анкомпагре, впадающей в реку Ганнисон. Получил статус города в 1882 году.
В 1992 году город был награждён премией «All-America City Award» (с англ. — «Всеамериканский город») присуждаемой Национальной гражданской лигой, которую неофициально называют «Нобелевской премией за конструктивное гражданство» и которая выдается за активную гражданскую позицию жителей некорпоративных сообществ Соединённых Штатов в жизни местного самоуправления.

## География
Делта расположена на юго-западе одноименного округа. Центр города расположен к югу от реки Ганнисон и к востоку от реки Анкомпагре. Границы города простираются на север через Ганнисон в район, ныне известный как «Северная Делта», а затем на запад на 10 км вдоль шоссе US 50 до аэропорта Уэствиндс.
По данным переписи населения 2020 года, город имел общую площадь 35,043 км2, включая 0,665 км2 водной поверхности.
Делта является частью региона «Западного склона Колорадо».

## Население
| Год переписи                     | Нас. |  | %±     |
| -------------------------------- | ---- |  | ------ |
| 1890                             | 470  |  | —      |
| 1900                             | 819  |  | 74,3%  |
| 1910                             | 2388 |  | 191,6% |
| 1920                             | 2623 |  | 9,8%   |
| 1930                             | 2938 |  | 12%    |
| 1940                             | 3717 |  | 26,5%  |
| 1950                             | 4097 |  | 10,2%  |
| 1960                             | 3832 |  | −6,5%  |
| 1970                             | 3694 |  | −3,6%  |
| 1980                             | 3931 |  | 6,4%   |
| 1990                             | 3789 |  | −3,6%  |
| 2000                             | 6400 |  | 68,9%  |
| 2010                             | 8915 |  | 39,3%  |
| 2020                             | 9035 |  | 1,3%   |
| 1890–2020 Переписи населения США |      |  |        |

По данным переписи 2010 года в городе проживало 8915 человек, было зарегистрировано 3530 домохозяйств и 2337 семей. Плотность населения составила 649,5 человек на квадратный километр. Всего было зафиксировано 3825 единиц жилья со средней плотностью 278,6 человек на квадратный километр. Расовый состав населения города был следующим: 82,2% белых, 0,2% афроамериканцев, 1,1% коренных американцев, 0,7% азиатов, 12,5% представителей других рас и 3,1% представителей двух или более рас. Латиноамериканцы любой расовой принадлежности составили 26,1% населения.
Из 3530 домохозяйств, в 30,3% проживали дети в возрасте до 18 лет, 49,3% составляли супружеские пары, живущие вместе, в 11,6% проживала домохозяйка без мужа и в 33,8% проживали не семейные люди. 30,0% всех домохозяйств состояли из отдельных лиц, а в 14,8% проживали одинокие люди в возрасте 65 лет и старше. Средний размер домохозяйства составил 2,49 человек, а средний размер семьи - 3,08.
Возрастная структура населения была следующей: 26,7% жителей моложе 18 лет, 8,2% от 18 до 24 лет, 23,2% от 25 до 44 лет, 24,5% от 45 до 64 лет и 17,5% жителей в возрасте 65 лет или старше. Средний возраст составил 38 лет. На каждые 100 женщин приходилось 93,8 мужчин. На каждые 100 женщин в возрасте 18 лет и старше приходилось 91,0 мужчин.

## Культура и искусство

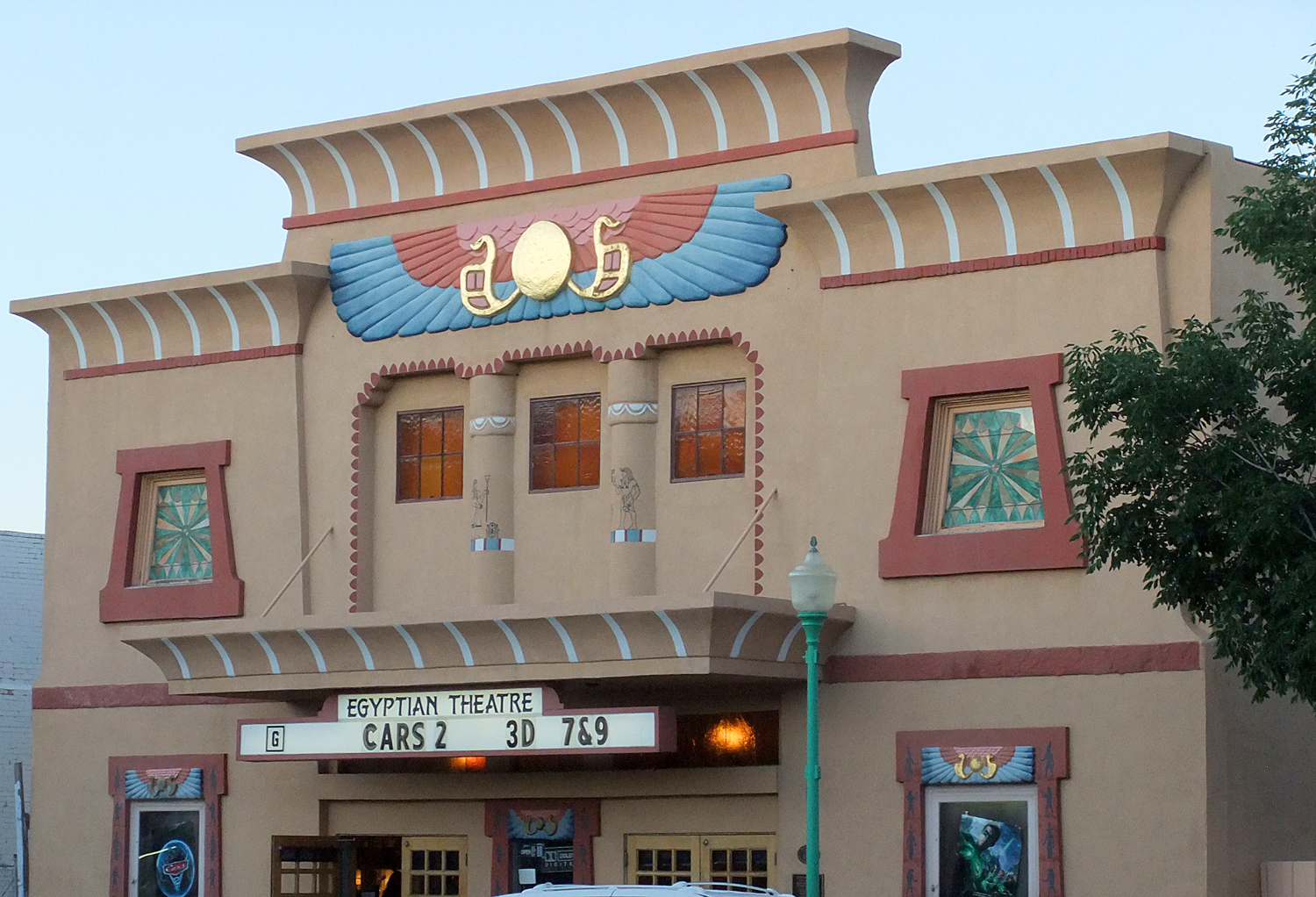
Египетский театр на Мейн-стрит.

Форт Анкомпагре, построенный в 1828 году Антуаном Робиду как пост по торговле мехом, ныне стал туристической достопримечательностью. Гиды одеваются в старинную одежду и ловят бобров, выделывают оленьи шкуры, куют наконечники стрел и работают в кузнице.

## Туризм
Парки:
- По-Во Арбор
- Маунтин-Вью-Павильон
- Райли-Павильон/Клеланд-Парк
- Шейд-Айленд|Павильон
- Коттонвуд-Парк
- Эмеральд-Хилс-Парк[15]
- Из города можно увидеть горный массив Гранд-Меса. Это самая большая гора с плоской вершиной в мире.

## СМИ
Основная газета - Delta County Independent, которая выходит еженедельно по средам. Местным читателям также нравится The High Country Shopper, бесплатная газета, которая распространяется тиражом более 15 000 экземпляров по всему округу.

## Инфраструктура

### Транспорт
Региональный аэропорт Монтроз, расположенный в 34 км к югу от Делты, является ближайшим аэропортом, обслуживаемым регулярными авиакомпаниями. В Гранд-Джанкшене, который находится в 63 км к северу, также есть региональный аэропорт, который обслуживают регулярные авиакомпании, а также железнодорожная станция Amtrak, откуда ежедневно отправляются рейсы California Zephyr в каждом направлении. Через Делту проходит автобусная сеть Bustang, работающая в штате Колорадо. Он находится на линии Дуранго — Гранд-Джанкшен.

### Основные дороги
- Шоссе US 50[англ.] проходит с востока на запад, пересекает 12 штатов и связывает Сакраменто, Калифорния, с Ошен-Сити, штат Мэриленд. В Колорадо она проходит через Делту, являясь её главной улицей и соединяет город с Монтрозом[англ.], Гранд-Джанкшеном и Пуэбло.
- Шоссе штата 65[англ.] — дорога длиной 98 км, проходящая к северу от шоссе штата 92 к востоку от Делты, через Гранд-Месу[англ.], до межштатной автомагистрали 70 возле Палисейда[англ.].
- Шоссе штата 92[англ.] начинается в Делте, на пересечении Мейн-стрит и Первой улицы. Проходит на 117 км на восток, вновь пересекаясь с шоссе US 50 возле водохранилища Блу-Меса[англ.] и национальной зоны отдыха Куреканти[англ.].

## Здравоохранение
Город обслуживается мемориальной больницей округа Делта. Помимо главной больницы, имеются семь специализированных клиник. В апреле 2021 года в полицейском управлении Делты произошла вспышка COVID-19. Этот инцидент произошел через четыре месяца после того, как прививки от COVID-19 стали доступны всем службам экстренного реагирования в Колорадо бесплатно.

## Образование
Делта является частью одноимённого школьного округа. В его состав также входят Сидаредж, Крофорд, Хотчкисс и Пейония. По состоянию на 2020-2021 учебный год в школьном округе обучаются 4792 учащихся.
В Делте также находится Технический колледж Скалистых гор, небольшое профессиональное училище, в котором ежегодно обучается около 300 студентов.

## Известные уроженцы и жители
- Чак Коттье[англ.] — бейсболист и бейсольный менеджер.
- Дэйл Ишимото[англ.] — американский актер.
- Фрэнк Г. Оно[англ.] — участник второй мировой войны, обладатель медали Почёта.
- Мэтт Сопер[англ.] — член палаты представителей Колорадо.
- Феликс Л. Спаркс[англ.] — судья Верховного суда Колорадо[англ.], полковник армии США.